# Rayo al ojo
Rayo al Ojo es el tercer álbum de larga duración de la banda franco-chilena Pánico. Lanzado el año 1997.

## Canciones
1. "Rayo directo al ojo" (4:45)
2. "Las Cosas Van Mas Lento" (2:20)
3. "Bate En La Mano" (3:14)
4. "Surfer" (3:53)
5. "No Digas Cosas Al revés" (2:26)
6. "Tropiezos" (5:42)
7. "Abanico En Shangai" (4:12)
8. "Viaje Al Centro De La Mente" (3:01)
9. "Transmisión" (5:03)
10. "Flor Japonesa" (2:35)
11. "Ventana" (1:34)
12. "Mejor Dia" (5:16)

- Datos: Q5403636